# Vicenç Martínez
Vicenç Martínez Alama (Barcelona, 12 de enero de 1925-ibíd., 2 de octubre de 2018) fue un futbolista español, el más joven debutante en Liga del FC Barcelona (16 años y 280 días), hasta la irrupción de Lamine Yamal (15 años y 290 días) el 29 de abril de 2023.

## Vida
Era hijo de Miguel Martínez y María Alama, pescaderos. Empezó en el deporte practicando el boxeo, al igual que sus dos hermanos mayores, Miquel y Manolo, y como este último, también probó fortuna en el fútbol. Empezó a jugar con una peña del barrio de Collblanc, de lateral izquierdo, pasando enseguida al Rácing de Sants, equipo que quedó campeón en categoría regional. De ahí pasó al Barça.
Su debut con el primer equipo tuvo lugar el 19 de octubre de 1941, en el estadio de Chamartín contra el Real Madrid. Desde entonces sigue siendo el más joven debutante en Liga. Esa temporada jugó 7 partidos de Liga.
En la temporada 1942-43 fue cedido al Sabadell, que se encontraba en Segunda y logró el ascenso a Primera. Así, la temporada 1943-44 volvió a jugar en la máxima categoría como jugador cedido. Al año siguiente retornó al Barça, pero sufrió una lesión de menisco que impidió su progresión en el equipo.
Marchó a Tarragona para jugar en el Nàstic durante cuatro temporadas. En este club ascendió de Tercera a Segunda y después a Primera en dos temporadas consecutivas, y jugó en Primera División dos temporadas más: 1947-48 (3 partidos) y 1948-49 (13 partidos).
Con ganas de jugar más tiempo, aceptó una oferta por dos temporadas del Linense, equipo que militaba en Segunda División, aunque solo jugó un año allí, pues tuvo que regresar a Barcelona por una cuestión personal luctuosa, el fallecimiento de un hijo.
Por ese tiempo también volvió a resentirse de su antigua lesión, pero siguió jugando (Igualada, Sant Andreu, Nàstic) para finalizar su carrera deportiva profesional en el Santboià (1952-1953).
No abandonó totalmente el deporte pues siguió jugando en torneos y campeonatos de empresa. Trabajó de chófer y taxista. Era asiduo a los actos convocados por Agrupació Barça Jugadors.